# АТК (футбольный клуб)
АТК (англ. ATK; бенг. এটিকে) — бывший индийский футбольный клуб из Калькутты. Выступал в Индийской суперлиге. Трехкратный и действующий чемпион лиги.

## История
Футбольный клуб «Атлетико де Колката» официально был основан 7 мая 2014 года, как одна из восьми «франшиз» вновь созданной лиги. Совладельцами клуба стали известный крикетист Сурав Гангули, руководство испанского футбольного клуба «Атлетико Мадрид» и предприниматели Харшавардхан Неотия, Санджив Гоэнка, Утсав Парех. Главным тренером стал Антонио Лопес Абас, ранее работавший в Испании, Боливии и ЮАР. Среди зарубежных игроков, выступавших за клуб в сезоне-2014, — особо выделяются испанцы Луис Гарсия и Хосеми (оба — победители Лиги чемпионов УЕФА в составе «Ливерпуля»), также имеют опыт выступлений в сильнейших национальных лигах Европы Сильвен Монсоро, Апула Эдель, Борха Фернандес, Жофре. Были привлечены и некоторые другие иностранцы; играли в команде, конечно, и индийцы (игроки из I-League — собственно чемпионата Индии, в том числе игроки сборной Индии).
Команда заняла 3-е место по итогам 14-ти туров «регулярного» первенства лиги, в полуфинале по пенальти выиграла у «Гоа» после двух нулевых ничьих; в финале был обыгран клуб «Керала Бластерс» (1:0, победный гол в компенсированное время забил Мохаммед Рафик). Таким образом, «Атлетико Калькутта» стал первым чемпионом Индийской суперлиги.
Капитан команды Хосеми объявил, что он будет работать с 2016 года играющим президентом клуба до тех пор, пока не клуб не завершит своё существование.
После окончания сотрудничества с испанским «Атлетико» клуб в июле 2017 года был переименован в АТК. 1 июня 2020 года клуб слился с «Мохун Баган» для создания команды «АТК Мохун Баган».

## Игроки

### Основной состав
| №  |               | Поз. | Имя                | Год рождения |
| -- | ------------- | ---- | ------------------ | ------------ |
| 2  | Флаг Индии    | Защ  | Айборланг Хонджи   | 1987         |
| 3  | Флаг Бразилии | Защ  | Жерсон Виейра      | 1992         |
| 4  | Флаг Англии   | Защ  | Джон Джонсон       | 1988         |
| 5  | Флаг Индии    | Защ  | Арнаб Мондал       | 1989         |
| 6  | Флаг Индии    | Защ  | Рики Лаллавмавма   | 1991         |
| 7  | Флаг Бразилии | Нап  | Эвертон Сантос     | 1986         |
| 8  | Флаг Марокко  | ПЗ   | Нуссар аль-Маймуни | 1991         |
| 9  | Флаг Нигерии  | Нап  | Калу Уче           | 1982         |
| 10 | Флаг Индии    | ПЗ   | Кавин Лобо         | 1988         |
| 11 | Флаг Индии    | ПЗ   | Комал Тхатал       | 2000         |
| 12 | Флаг Испании  | ПЗ   | Мануэль Лансароте  | 1984         |
| 13 | Флаг Индии    | Вр   | Авилаш Паул        | 1994         |
| 14 | Флаг Индии    | ПЗ   | Юджинисон Лингдох  | 1986         |

| №  |               | Поз. | Имя                 | Год рождения |
| -- | ------------- | ---- | ------------------- | ------------ |
| 15 | Флаг Индии    | Нап  | Балвант Сингх       | 1986         |
| 16 | Флаг Индии    | ПЗ   | Джайеш Ране         | 1993         |
| 17 | Флаг Индии    | ПЗ   | Пронай Халдер       | 1993         |
| 18 | Флаг Индии    | ПЗ   | Хитеш Шарма         | 1997         |
| 21 | Флаг Индии    | Защ  | Сена Ралте          | 1988         |
| 23 | Флаг Камеруна | Защ  | Андре Бикей         | 1985         |
| 24 | Флаг Индии    | Вр   | Дебджит Маджумдер   | 1988         |
| 25 | Флаг Индии    | ПЗ   | Юмнам Сингх         | 1999         |
| 29 | Флаг Индии    | Вр   | Ариндам Бхаттачарья | 1989         |
| 30 | Флаг Индии    | ПЗ   | Малсавмзуала        | 1997         |
| 33 | Флаг Индии    | Защ  | Прабир Дас          | 1993         |
| 47 | Флаг Индии    | ПЗ   | Шейх Файаз          | 1995         |